# تومو أوميلانين
تومو أوميلانين (بالفنلندية: Tuomo Hämäläinen)‏ (مواليد 4 مارس 1945) هو سبّاح فنلندي، مثّل بلاده في الألعاب الأولمبية الصيفية 1964.

## روابط خارجية
تومو أوميلانين على موقع أوليمبيديا (الإنجليزية)